# 新桥水库 (江北)
新桥水库是中国重庆市江北区境内的一座水库，位于后河支流仁陆沟上，建于1960年。水库正常库容为598万立方米，集雨面积为29平方千米，海拔为369.6米。